# Bajardo
Bajardo (prononcé Baïardo) est une commune italienne de la province d'Imperia dans la région Ligurie en Italie. Le séisme de 1887 en Ligurie y fut particulièrement meurtrier avec 220 victimes lors de l'effondrement de l'église du village.

## Administration
| Période                                  | Période | Identité | Étiquette | Qualité |
| ---------------------------------------- | ------- | -------- | --------- | ------- |
|                                          |         |          |           |         |
| Les données manquantes sont à compléter. |         |          |           |         |

### Communes limitrophes
Apricale, Badalucco, Castelvittorio, Ceriana, Molini di Triora, Perinaldo, Sanremo